# Пинап
Пинап дјевојка или пинап модел (енглески =окачити на зид) је модел чије се фотографије производе масовно и уопште у јавности прихватају како дио поп-културе. Фотографије и цртежи тих дјевојака намијењени су за вјешање или лијепљење по зидовима, као, на примјер, у студентским собама, у војничким просторијама и слично. Пинап дјевојке су модели, манекенке и глумице.
Израз „пинап“ се прво појавио у енглеском језику (енглески pin-up) 1941. године, али сам чин израде и такве употребе фотографија се може забиљежити још крајем 19. вијека.
Пинап слике су се исјецале из часописа или новина, биле су на разгледницама или хромо-литографијама и слично. Такве фотографије су се често појављивале на календарима, који су свакако били намијењени за вјешање на зид. Нешто касније, масовно су произвођени постери пинап дјевојака и одмах су постали хит.
Многе пинап слике су биле фотографије познатих дјевојака које су својевремено сматране секс симболима. Једна од најпопуларнијих раних пинап дјевојака била је Бети Грејбл (Betty Grable). Њени постери су били свеприсутни по војничким ормарићима током Другог свјетског рата.

## Неке познате пинап дјевојке

### 1910-те и 1920-те
| - Бети Компсон - Беси Лав | - Нита Налди - Мери Пикфорд | - Глорија Свонсон |

### 1930-те
| - Вирџинија Брус - Џоун Крофорд - Марлен Дитрих - Долорес дел Рио | - Грета Гарбо - Џин Харлоу - Соња Хени - Карол Ломбард | - Мирна Лој - Џинџер Роџерс - Барбара Стенвик - Меј Вест |

### 1940-те
| - Лорен Бакол - Ингрид Бергман - Џин Крејн - Ивон Де Карло - Ава Гарднер - Џуди Гарланд | - Бети Грејбл - Сузан Хејвард - Рита Хејворт - Хеди Ламар - Дороти Ламур - Џоун Лесли | - Дона Рид - Ен Шеридан - Алексис Смит - Џин Тирни - Лана Тернер - Шели Винтерс |

### 1950-те
| - Карол Бејкер - Сид Шарис - Дороти Дандриџ | - Ђина Лолобриђида - Софија Лорен | - Мерилин Монро - Ким Новак |

### 1960-те
| - Твиги |

### 1970-те
| - Фара Фосет | - Ракел Велч |

### 1980-те
| - Саманта Фокс |

### 1990s
| - Памела Андерсон | - Кармен Електра |